# Karayahya, Bozkır
Karayahya là một xã thuộc huyện Bozkır, tỉnh Konya, Thổ Nhĩ Kỳ. Dân số thời điểm năm 2011 là 321 người.